# クラウディア・フェリーツィタス・フォン・エスターライヒ＝ティロル
クラウディア・フェリーツィタス・フォン・エスターライヒ＝ティロル（Claudia Felizitas von Österreich-Tirol, 1653年5月30日 - 1676年4月8日）は、オーストリア・ハプスブルク家の傍系であるチロル州侯（Landesfürst von Tirol）家出身の大公女で、神聖ローマ皇帝レオポルト1世の2番目の皇后。

## 生涯

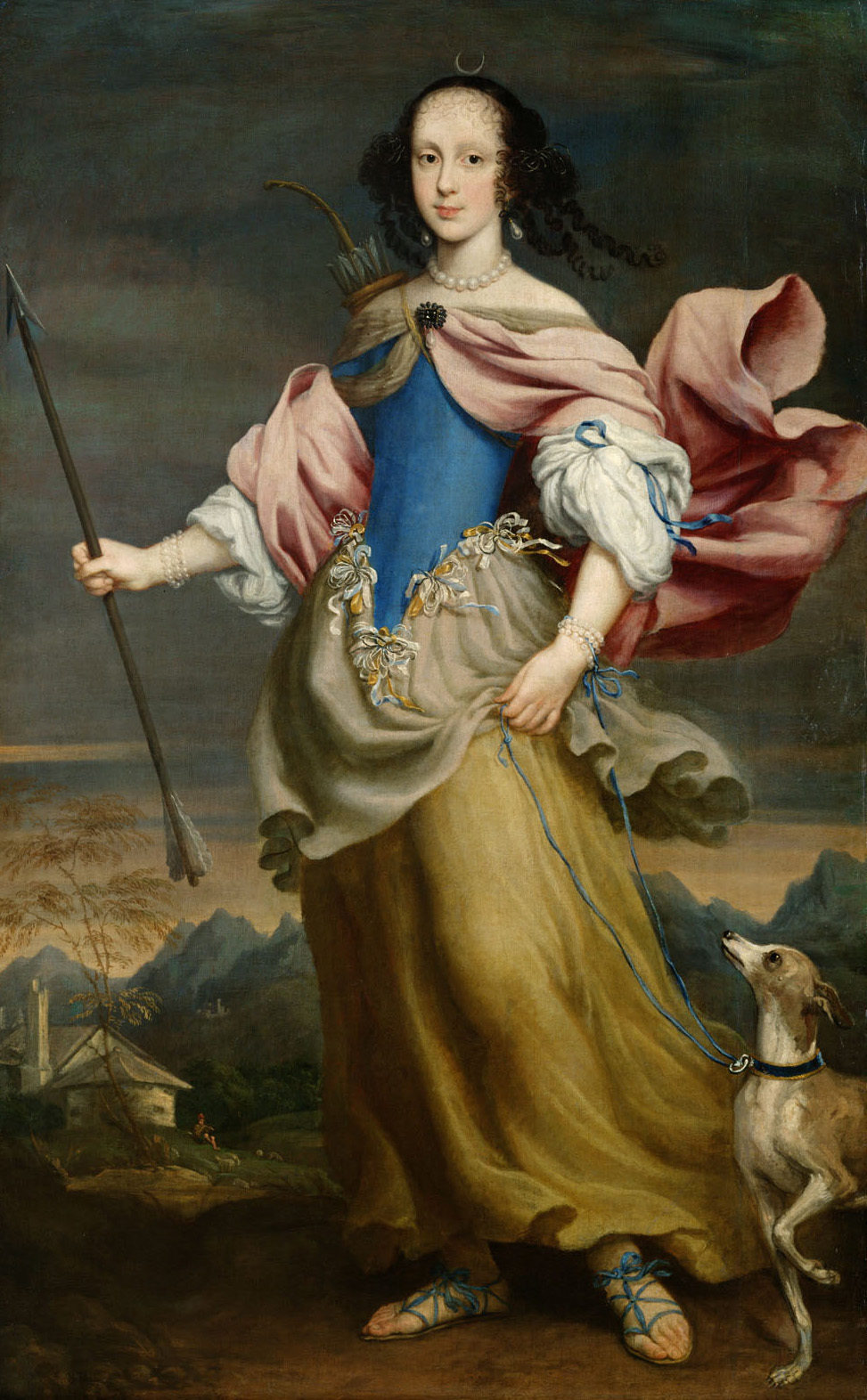
ディアナ女神に扮したクラウディア・フェリーツィタス大公女（ジョヴァンニ・マリーア・モランディ画、1666年）

オーストリア＝チロル大公フェルディナント・カールとその妻でトスカーナ大公コジモ2世の娘であるアンナ・デ・メディチの間の長女として生まれた。クラウディアは人並み外れた音楽の才能に恵まれ、歌唱や楽器演奏、作曲までこなし、独身の間は音楽だけに情熱を傾けていた。
1673年10月15日にグラーツにおいて、本家筋で又従兄にあたる神聖ローマ皇帝レオポルト1世と結婚式を挙げた。レオポルト1世はその前年の1672年に、最初の皇后マルガリータ・テレサを亡くしていた。式典の際、花嫁側の居館にはエッゲンベルク城（Schloss Eggenberg）があてがわれた。
レオポルト1世の宰相ヴェンツェル・オイゼビウス・フォン・ロプコヴィッツ侯爵は、クラウディアが魅力に欠けているとして皇帝の再婚相手になることに反対し続けており、皇后クラウディアは最初からロプコヴィッツ侯と敵対せねばならなかった。クラウディアは夫である皇帝の心を掴み、ロプコヴィッツを失寵させ、夫をその継母エレオノーラ・マグダレナの影響力から遠ざけることに成功した。
3年半ほどの結婚生活は、クラウディア皇后にとっては非常に幸福かつ充実したものであり、皇后は宮廷財政の健全化に努めた。皇后は夫に対し、内閣や行政組織の腐敗を次々に注進した。1674年には、皇帝臨席のもと政府の腐敗を批判する内容のオペラを上演させている。クラウディアの音楽に対する情熱は、皇后の座に就いてからも鎮まることはなかった。宮廷人たちの大半はクラウディアの皇帝に対する影響力を恐れ、皇后を嫌っていた。
クラウディアは1676年4月、結核により22歳で死去した。皇后の心臓のみはカプツィーナー納骨堂に納められたが、その他の遺骸は皇后の意志により、ウィーンのドミニコ教会（Dominikanerkirche）の、母親の遺骸の隣に葬られた。クラウディアの死によりハプスブルク家の分家であるチロル州侯家は断絶し、チロルの相続権はレオポルト1世に渡った。レオポルト1世はクラウディアの死から8カ月後、プファルツ＝ノイブルク家の公女エレオノーレ・マグダレーネと再婚した。
1867年、ドイツの歴史小説家ルイーゼ・ミュールバッハはクラウディアを主人公にした小説『皇后クラウディア』（Kaiserin Claudia, Prinzessin von Tirol）を発表している。

## 子女
- マリア・アンナ・ゾフィー（1674年）
- マリア・ヨーゼファ・クレメンティーネ（1675年 - 1676年）